# Camptopoeum pseudoruber
Camptopoeum pseudoruber is een vliesvleugelig insect uit de familie Andrenidae. De wetenschappelijke naam van de soort is voor het eerst geldig gepubliceerd in 1987 door Warncke.